# Hamideh Kheirabadi
Hamideh kheirabadi (en persan: حمیده خیرآبادی), née le 20 décembre 1924 à Rasht, province de Gilan et morte le 20 avril 2010 à Téhéran, est une actrice iranienne.

## Biographie
Kheirabadi commence sa carrière en 1955 avec Amir Arsalan Namdar, un film de Shapour Yassami. Elle est la mère de Soraya Ghassemi, actrice iranienne de cinéma et de  télévision. 

## Filmographie sélectionnée
- 2004 - Sorood Tavalod d'Ali Ghavitan
- 2002 - Tokyo non-stop de Saïd Alamzadeh
- 1998 - Bazigar de Mohammad Sajadi
- 1996 - Safar Bekheiyr de Darioush Moadabian
- 1996 - Roozi ke Khastegar Amad de Feryal Behzad
- 1995 - Pakbakhteh de Gholamhossein Lotfi
- 1995 - Marde Aftabi de Homayoun Ass'adian
- 1995 - Salaam Be Entezar de Karim Atashi
- 1995 - Mahe Mehraban de Ghassem Djafari
- 1994 - Tohfeye Hend de Mohammad Reza Zehtabi
- 1994 - Kolah Ghermezi va Pessar Khaleh d'Iradj Tahmasb
- 1994 - Bazi Ba Marg (LeJjeu de la mort) de Hamid Tamdjidi
- 1992 - Honarpisheh (L'Acteur) de Mohsen Makhmalbaf
- 1991 - Banoo (La Dame) de Darioush Mehrdjoui
- 1989 - Madar ( La Mère) d'Ali Hatami
- 1988 - Zarde Ghanari de Rakhshan Bani-Etemad
- 1986 - Ejareh-Neshinha de Darioush Mehrdjoui
- 1975 - Hamsafar de Massoud Kimiaei
- 1971 - Baba Shamal de Ali Hatami
- 1970 - Hassan Kachal de Ali Hatami
- 1955 - Amir Arsalan Namdar de  Shapour Yassami